# 2020 HA10
2020 HA10とは、地球近傍天体（NEO）に分類されているアティラ群に属する小惑星である。

## 概要
2020 HA10は、レモン山サーベイで0.5mの反射鏡と10 K CCDを使用し発見された。
271日（約9か月）の公転周期で太陽から0.7-0.9天文単位離れた位置で公転している。軌道離心率は0.15で、黄道に対して50°傾いた軌道を持つ。2020 HA10は、定期的にアテン群の領域に位置することもある。